# Бланшар, Марк-Андре
Марк-Андре Бланшар (род. 10 ноября 1965) — канадский адвокат и дипломат. Постоянный представитель Канады при ООН (2016—2020).
До своего назначения был председателем и директором крупнейшей и наиболее известной в Канаде юридической фирмы «McCarthy Tétrault», раньше — президентом Либеральной партии Квебека. В 2015 году, на время парламентских выборов, был членом группы Джастина Трюдо.

## Награды
- Член ордена Канады (2025)[5]